# Foro Cultural Efrén Rebolledo
El Foro Cultural Efrén Rebolledo es un centro cultural, localizado en el centro histórico de Pachuca de Soto, estado de Hidalgo, México.

## Historia

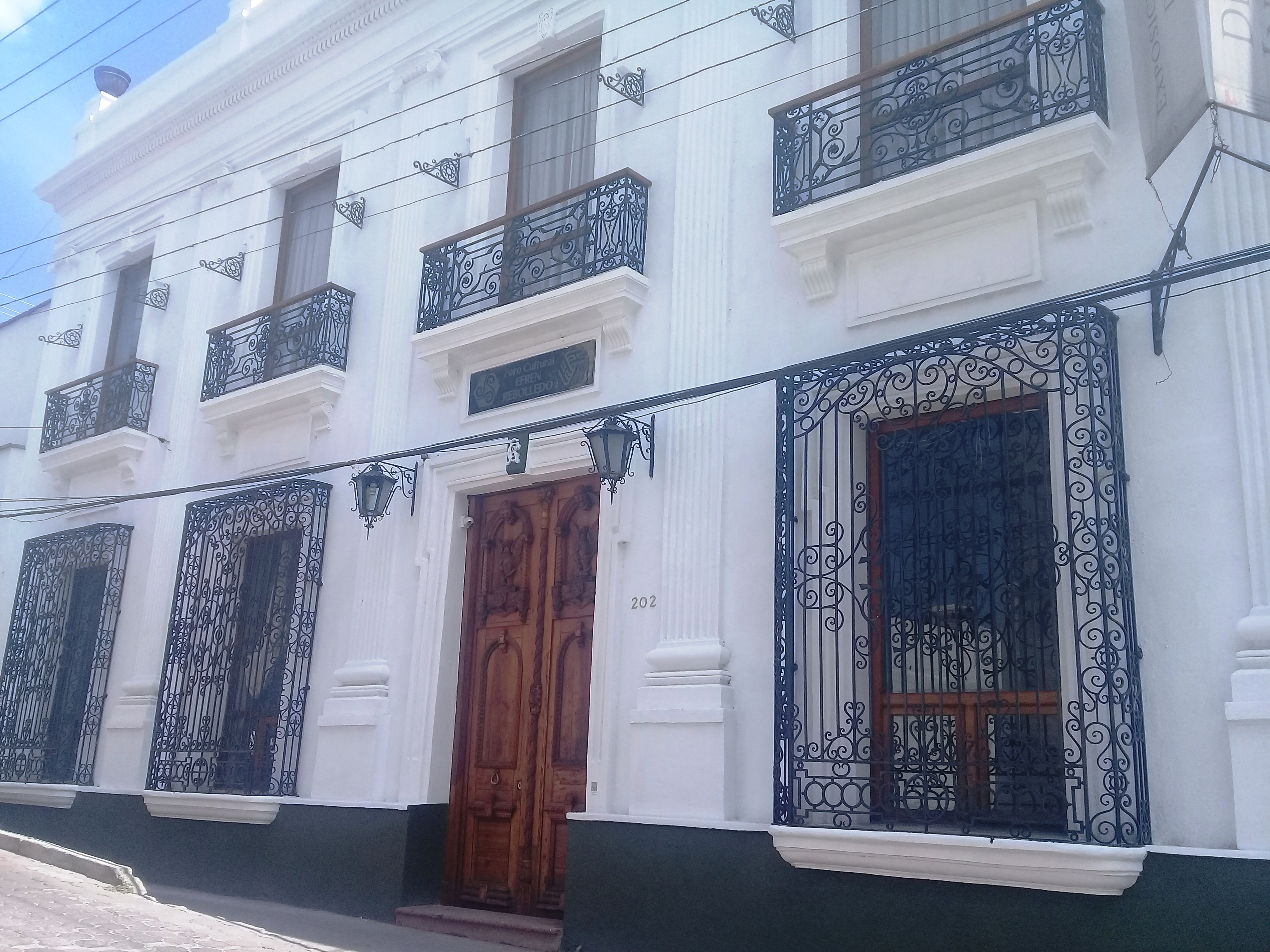
Foro Cultural Efrén Rebolledo.

La construcción originalmente fue residencia de Rafael Cravioto, gobernador de Hidalgo en distintos periodos constitucionales desde 1876 hasta 1897. Después fue sede de las oficinas de la Secretaría de Salubridad y Asistencia Pública. En 1963 se instaló la Escuela Secundaria Oficial de Pachuca, que funcionó hasta marzo de 1967. Posteriormente se transformó en oficinas administrativas y después en escuela telesecundaria; y funcionó el Archivo Histórico del Estado. A partir de 1982, ya reconstruido el edificio, se estableció el Foro Cultural Efrén Rebolledo.
El 19 de julio de 1983 el presidente de México, Miguel de la Madrid y el gobernador de Hidalgo, Guillermo Rossell de la Lama, inauguraron este recinto cultural. El recinto fue sede del Consejo Estatal para la Cultura y las Artes de Hidalgo (CECULTAH) hasta su desaparición en 2017, para crear la Secretaría de Cultura de Hidalgo. En 2019 fue sometido a una remodelación.

## Arquitectura

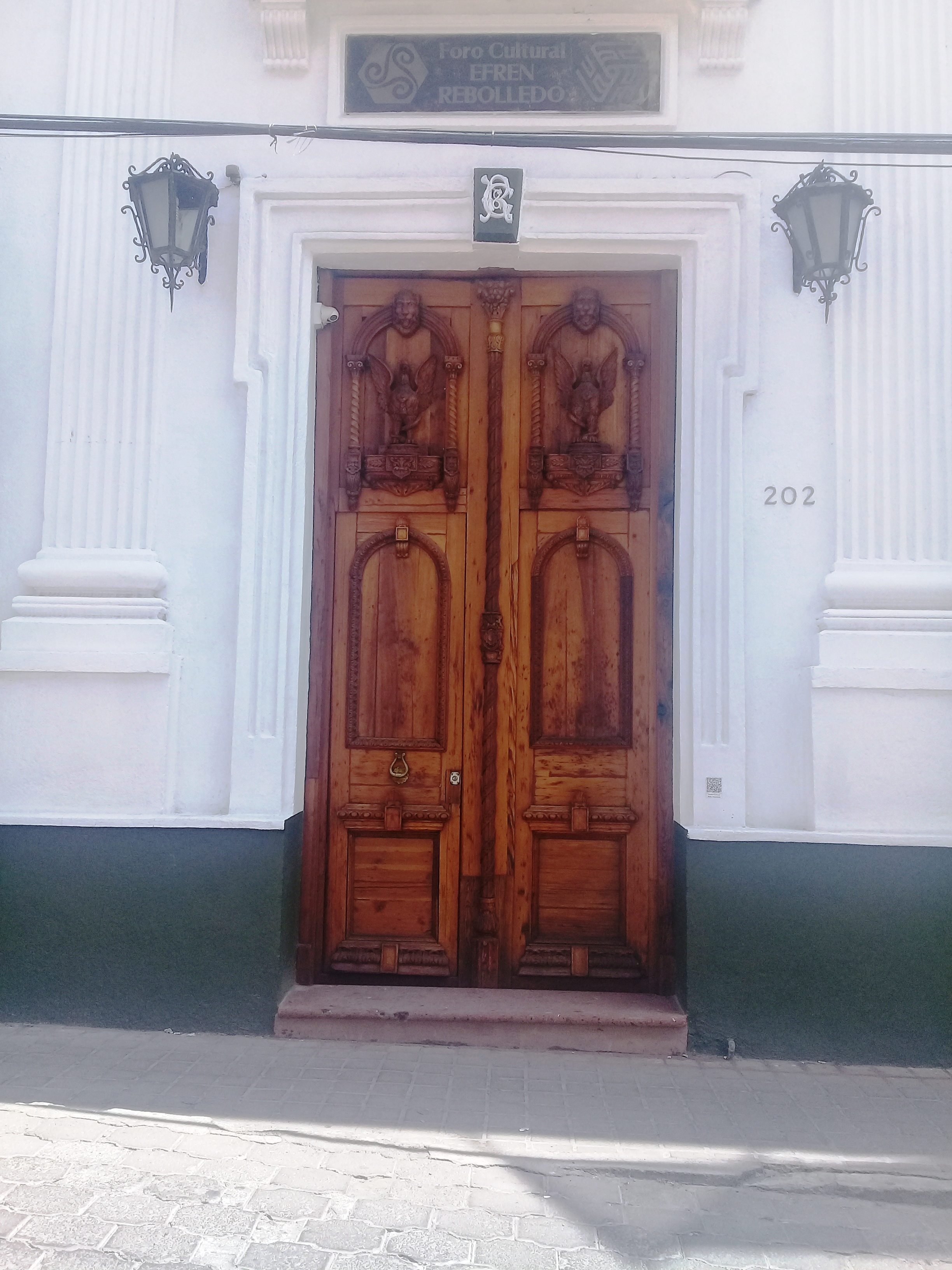
Entrada.

Se encuentra en una edificación del siglo XIX en cuya construcción se mezclan varios estilos, imperando el neoclásico. Este edificio se encuentra distribuido en dos niveles con cuatro balcones y una puerta de acceso. La fachada principal, fue trazada conforme un riguroso plan geométrico, en el que destacan orden y simetría entre los valores centrales. Lo angosto de la calle obliga a contemplar al edificio desde una perspectiva muy cerrada, por lo que sobresalen visualmente jarrones de la planta baja, sus herrerías y las pilastras de orden jónico monumental, en ambos niveles.
Mientras que la parte superior cuenta con cinco balcones. Los balcones se encuentran divididos por seis pilastras estriadas empotradas de estilo jónico que sostienen un cornisamiento superior, un pretil con macetones coronan la fachada. Las ventanas las cuales son cuadradas en donde los balcones se encuentran soportados por unas ménsulas talladas.
La puerta de la entrada la cual cuenta con una serie de elementos como son tableros superiores con una águila de frente con las alas extendidas esta se encuentra flanqueada por columnas salomónicas. La puerta de entrada es un dintel horizontal en cuya clave hay un monograma con las letras “R y C” que corresponden a las iniciales de Rafael Cravioto. En su interior tiene un pequeño patio central, rodeado de barandales de herrería en los dos pisos; los marcos de las puertas están labrados.

## Instalaciones
En sus instalaciones se llevaban a cabo entre otros programas: Exposiciones de artes plásticas, exposiciones bibliográficas, audiciones musicales, seminarios y encuentros, conferencias y presentaciones de libros. Cuenta con la Galería José Hernández Delgadillo, con salas de exposición temporal, en las cuales se exhiben documentos históricos, esculturas y pinturas, tanto de artistas reconocidos como de aficionados.